# NGC 6061
NGC 6061 este o quasar situată în constelația Hercule. A fost descoperită în 8 iunie 1886 de către Lewis A. Swift. Se află la o distanță de 130,62 de megaparseci de Pământ.